# ألبرت بيتس (مجرم)
ألبرت بيتس (بالإنجليزية: Albert Bates)‏ هو مجرم أمريكي، ولد في 1891، وتوفي في 4 يوليو 1948 في جزيرة ألكتراز في الولايات المتحدة.